# 亞利桑那州第一國會選區
亞利桑那州第一國會選區（英語：First Congressional District of Arizona）是美国亚利桑那州九個國會選區之一，始於1948年，2013年起位於該州的東北部。
該選區在2000年以後的總統選區一直支持共和黨。目前當區眾議員為共和黨的大衛·斯維科特。
2008年總統大選共和黨候選人約翰·麥凱恩在1983—1987年間曾任當區眾議員。